# Bnet
Javier Bonet González (Madrid, 12 de maig de 1998), més conegut pel seu nom artístic Bnet, és un raper espanyol referent a nivell mundial en el freestyle rap. És el campió mundial de la Red Bull Batalla de los Gallos de 2019 i campió a escala estatal en Freestyle Màster Series (FMS) Espanya de 2020/21.
El setembre de 2015, quan tenia disset anys, va començar a competir en parcs i places de Madrid. Va començar a fer-se conegut arran un vídeo de la seva batalla contra Klan, un raper de l'Argentina el 2017. De llavors ençà, va començar a ser convidat en competicions més professionals i, en conseqüència, a guanyar diners i fer-se més conegut.

## 2017: Primers anys
Tal com ho comenta en una entrevista de JD Sports Bnet va començar als 17 anys al freestyle:
“Así con continuidad, fue con 17 años. Con 17 ya fui en serio. Con 14 o 13 ya había hecho mis cosillas, había tirado mis primeros frees con algún chaval, había escrito mis cosas, pero no tenía continuidad. Había mucha menos gente que rapeara y yo rapeaba con mis colegas de vez en cuando, pero yo era el que más ganas tenía de hacerlo y mis colegas pasaban. Al final, cuando eres un paquete, nadie rapea y te aburres de rapear solo, como que se me pasó un poco. Ya con 17 es cuando lo enganché en serio, empecé a rapear un día y no lo dejé desde entonces.”
Aquest mateix any la seva figura pública es torna més viral en enfrontar-se al famós raper Klan. El vídeo es va tornar viral i va ajudar a donar-lo a conèixer a l'àmbit públic competitiu del freestyle.
Klan también recuerda con emoción aquel momento: "Fue muy loco estar en otra plaza en España que tanto había esperado, y sobre todo viviendo algo que era muy similar a donde yo incrementé mis habilidades y viví mis primeras experiencias", dice el argentino. "Imagínate el estar en una plaza con españoles y con recursos y estilos distintos... fue muy motivador y había mucho nivel, eso también daba ganas de dejarlo todo; cada ronda que me iba encontrando era una sorpresa", recuerda Klan. "Bnet y yo nos conocimos en ese momento y vaya sorpresa de batallón que nos llevamos"
Les seves participacions més importants va ser a la nacional de la competició de Supremacia un esdeveniment on el guanyador se n'aniria a la Supremacia internacional a competir al Perú. Bnet va guanyar la regional i va participar en la Supremacia nacional. Malgrat tot va ser eliminat a quarts.
"En cuestión de reducidas semanas, Supremacía aterrizó en la península de la mano de Eude, con la colaboración de Urban Roosters. A pesar de su instantáneo aposentamiento y ascensión, la competición tomó un exitoso rumbo con cuatro sólidas regionales, en la que ocho clasificados obtuvieron mediante acciones meritorias su posición en la Final Nacional… seguida por una notoria y de elevadísimo nivel madrileño, en la que fueron Bnet y Ilias los que lograron tal gesta"

## 2018: Nacional Red Bull Batalla de los Gallos
Aquest any marcaria un abans i després en la seva carrera com a freestyler. Entre les seves participacions més importants va ser a la BDM Valladolid vencent al polemic competidor, Mr Ego. També va participar i va guanyar la Gold Battle Madrid i a BDM Madrid nacional. En aquesta última va arribar a la final però va perdre contra Chuty.
Novament es va presentar a la Nacional de Supremacia la qual l'any anterior havia perdut, tornant a guanyar a Mr ego a la final i classificant-se a la Supremacia Internacional, en la qual no tindria la mateixa sort i seria eliminat en primera ronda per Klan.
Donaria un gran pas en la seva carrera participant a la Red Bull Batalla de los Gallos regional de València. Va caure en segona ronda i va passar a l'Última Oportunitat on podia obtenir la quota cap a la nacional de Red Bull, va perdre i no va poder classificar-se. Tot i això el competidor Barón va renunciar a la plaça que tenia a la nacional, així que Bnet va entrar com a reserva a la Red Bull Batalla de los Gallos, un dels esdeveniments més importants del món del freestyle. Va vèncer noms com Eude, Errecé, Walls i Force a la final. Va guanyar l'esdeveniment més important del país entrant com a reserva.
Amb això obtindria el passi a la Redbull Batalla de los Gallos Internacional 2018 a Argentina. Arribant fins a semifinals caient davant un dels millors competidors del món Aczino. Lluitaria el tercer lloc contra Valles-T, encara que perdria novament quedant com a quart en la categoria internacional.

## 2019: Internacional Red Bull Batalla de los Gallos i FMS Espanya
Gràcies al nombre de competicions que va participar l'any passat, Bnet va aconseguir entrar a la lliga elit Freestyle Màster Series (FMS) Espanya. Guanyaria totes les jornades excepte l'última contra Chuty, perdent així el campionat però deixant un recorregut històric de batalles a la lliga de FMS, en vèncer noms importants com BTA, Skone, Force, Mr Ego, Zasko o Blon.

Aquest mateix any participa novament la internacional del 2019 de Redbull en aquesta ocasió realitzada a Espanya. Bnet no va poder classificar per quedar quart l'any passat i únicament classifiquen directament els tres primers llocs. Però es repetiria la mateixa situació que li va passar el 2018 a la nacional. Dos competidors Shield Master i Minos, campions de República Dominicana i de Bolívia, no podrien assistir per problemes de visat, per la qual cosa van entrar com a reserves Bnet i el competidor Jaze del Perú. Bnet s'enduria el títol de campió Internacional de Redbull 2019. Va entrar com a reserva i se'n va anar com a campió com l'any passat.
"Entró en el evento como reserva, como sustituto de última hora y sorprendió a todos. Por el camino hasta la final, Bnet se enfrentó con: Carpediem (Colombia) en octavos, Yartzi (EE.UU.) en cuartos y SNK (Costa Rica) en semifinales.Ya en la final, el madrileño se enfrentó al colombiano Valles-T en un enfrentamiento épico en el que el jurado necesitó una réplica para determinar el ganador."
Altres de les seves participacions rellevants va ser a les classificatòries de FMS internacional, guanyant Stigma.

## 2020 -2021: Retir
En aquest any participa a la Red Bull Batalla de los Gallos 2020, aquesta edició es va realitzar a República Dominicana. Venceria a Valles-T una altra vegada però cauria en segona ronda contra el competidor local Éxodo lirical.

Aquest mateix any tornaria a la lliga de FMS Espanya 2020. A la seva última jornada s'enfronta a la jove promesa Gazir, el qual tenia una oportunitat clara de guanyar, però finalment guanyaria Bnet de forma directa tornant-se el campió. Després de guanyar la lliga decideix comunicar el seu retir, així mateix cedint el seu lloc a la internacional de FMS 2021 i el seu lloc de la següent temporada de la FMS Espanya.
"Ya no me siento a gusto compitiendo, es el momento de dar un paso al lado"
Así lo ha comunicado Javier Bonet, de 23 años, en sus redes sociales a través de Instagram Storys: "Tras un periodo de inactividad y reflexión he tomado la decisión de dejar de competir en el circuito profesional de batallas de forma indefinida, por tanto renuncio a mi puesto de FMS Internacional y tampoco formaré parte de la temporada 2021-2022 de FMS España como participante. Es una decisión que lleva mucho tiempo en mi cabeza y que no he comunicado antes porque he meditado hasta el último momento, finalmente he tomado esta decisión porque ya no me siento a gusto compitiendo y siento que es hora de hacer otras cosas que me apetecen y llenan mas", ha explicado el rapero.
Tot i retirar-se del circuit professional pensa seguir al món del freestyle:
"Esto no quiero decir que no vayáis a verme improvisar ya que seguiré haciendo freestyle e incluso batallar en ocasiones puntuales siempre y cuando tenga motivación y ganas. Os prometo que os iré comunicando pronto qué cosas estaré haciendo y responderé a todas vuestras dudas de mejor forma que esta a lo largo de la semana", ha continuado. "Gracias por haber estado ahí apoyándome siempre en esta etapa de mi vida y haber formado parte de todo el proceso que me ha hecho llegar a donde estoy, me llevo muy buenos recuerdos y experiencias de estos años que hemos vivido juntos y que nunca olvidaré".